# کلادنی ۵۰۵۳
سیارک ۵۰۵۳ (به انگلیسی: 5053 Chladni، نامگذاری:1985FB2) پنج هزار و پنجاه و سومین سیارک کشف شده‌است که در ۲۲ مارس ۱۹۸۵ کشف شد.
قدر مطلق سیارک برابر ۱۳٫۱۰ است.